# Michael Weiss (krónikaíró)
Michael Weiss (Medgyes, 1569. január 13. – Brassó, 1612. október 16.) Brassó város bírája, krónikaíró.

## Élete
Szülei, Johannes Weiss medgyesi polgármester és Gertrude Wolf 1586-ban pestisben elhaláloztak. Elemi iskoláit szülővárosában végezte. 14 éves korában a jezsuiták kolozsvári kollégiumába került, ahol két évet töltött; itt tanulta meg a magyar nyelvet s a latin nyelv ismeretében is annyira előhaladt, hogy már ekkor latin verseket irt. Mint titkár gróf Hardegg Ferdinand szolgálatába állott; innen a magyar udvari kancelláriához ment hivatalnoknak. Érdemeiért a király 1589. március 21-én őt és testvéreit magyar nemességre emelte. Ezt követően néhány hónapig Heidelbergben tanult, majd 1590-ben visszatért hazájába. 
1594-ben az országgyűlésen ő volt Brassó követe; itt ismerkedett meg Rákóczi Zsigmonddal. 1600-ban városi tanácsos lett Brassóban, ebben a minőségében ő felelt a várfalak és bástyák karbantartásért. Székely Mózes erdélyi fejedelem 1603. július 17-én Erdély Mohácsának is nevezett csatában életét veszítette, ahol 4000 magyar és székely halt meg. Székely Mózes halálát követően Weiss maga temette el saját kertjében a fejedelem fejét. Később ezen a helyen az Európa Szálló épült fel, ahol elhelyezték a Székely Mózes halálára emlékező vörös márvány táblát. 1612-ben lett városbíró. Viszontagságos életében főképp diplomáciai tehetségével tűnt ki; Bocskai István, Rákóczi Zsigmond és a Báthoriak többször küldték követségbe.
Miután Báthory Gábor bevette Nagyszebent és a szászok önállósága veszélybe került, 1611-ben Weiss szövetségre lépett ellene Radu Șerban havasalföldi fejedelemmel és a Barcaság népét is maga mellé állította. Báthory Gábor döntő győzelmet aratott 1612-ben, a földvári csata után menekülő Michael Weisst pedig Báthory hajdúi fogták el és végezték ki. Fejét levágták s Szebenbe küldték a fejedelemhez, aki azt a piacon nyársra vonatta.
Korának és különösen Brassó város történetének megvilágítására megbecsülhetetlen krónikát hagyott hátra: Liber Annalium raptim scriptus címmel.